# Armascirus taurus
Armascirus taurus är en spindeldjursart som först beskrevs av Kramer 1881.  Armascirus taurus ingår i släktet Armascirus och familjen Cunaxidae. Inga underarter finns listade i Catalogue of Life.